# 서변 나들목
서변 나들목(Seobyeon IC)은 대구광역시 북구 서변동에 설치된 대구외곽순환고속도로의 7번 나들목이다.

## 역사
- 1999년 4월 20일 : 대구 도시계획시설 교통광장에 북구 서변동 일원을 서변 나들목으로 면적 변경[1]
- 2014년 6월 3일 : 2020년까지 나들목 신설을 위해 대구광역시 도시계획시설 교통광장 면적 변경[2]
- 2022년 3월 31일 : 대구외곽순환고속도로 개통과 함께 통행 개시[3]

## 구조물 정보
트럼펫형 입체 나들목으로 개통되었다.
- 위치 : 대구광역시 북구 서변동

## 접속하는 도로
- 대구광역시도 제13호선 (호국로)